# Битва у затоці Сидра (1942)
Битва у затоці Сидра (1942) (англ. Second Battle of Sirte, італ. Seconda battaglia della Sirte) — морська битва між Королівським військово-морським флотом Великої Британії та флотом Королівства Італія, що відбулася 22 березня 1942 року під час на Середземному морі.
Друга морська битва в північній частині затоки Сидра сталася, коли британський конвой на Мальту піддався атаці переважаючих сил італійського флоту на чолі з адміралом Анджело Якіно. Британський конвой складався з 4-х транспортних суден, яких ескортували 4 легких крейсери, 1 крейсер ППО та 17 есмінців. Італійські сили мали лінкор, 2 важких крейсери, 1 легкий крейсер та 8 ескадрених міноносців. Попри початковий успіх британських сил, що відбили перший напад супротивника, бій затримав заплановане прибуття військового транспорту до місця призначення до сходу сонця, що дало можливість італійцям організували масований напад своєї авіації на кораблі британського конвою. Внаслідок чого, усі 4 транспорти та 1 з есмінців супроводу були потоплені найближчими днями.

## Передумови
Після першої битви у затоці Сидра у грудні 1941 року та рейду на Александрію Александрійський флот Великої Британії залишився без лінкорів. Італійський флот захопив панування над центральним Середземномор'ям. Прибуття в Італію німецького II авіакорпусу дозволило захопити панування також і в повітрі. Становище Мальти стало критичним. У цій ситуації британський флот здійснив спробу провести конвой на Мальту. Ставка робилась на раптовість у сподіванні уникнути втручання італійського флоту. Операція готувалась дуже ретельно, зокрема поблизу Александрії були проведені навчання з тактичного прикриття конвою.

## Битва

### Підготовка
Вранці 20 березня з Александрії вийшов конвой з 4 суден, який прикривав крейсер ППО «Карлайл» та 6 есмінців. Увечері в море вийшла ескадра адмірала Філіпа Віана, яка складалась з 3 крейсерів «Клеопатра», «Юріалес» та «Дідо» (четвертий крейсер «Наяд» був потоплений за декілька днів до початку операції). Також на захист конвою вирушили 7 есмінців з Тобруку.
Щоб відволікти увагу італійської та німецької авіації від конвою, британська 8-ма армія почала удавану атаку. Внаслідок цього авіація Осі в північній Африці не проводила розвідувальних польотів над морем, а увагу решти літаків-розвідників відволікали британські авіаносці на південь від Балеарських островів, та два торпедні катери на північ від Тунісу.
Ці заходи виявились успішними — авіація Осі не помітила його. Але у другій половині 21 березня італійські підводні човни «Платіно» та «Оніче» помітили ескадру Віана та підняли тривогу. На перехоплення конвою з Мессіни вийшла 3-тя дивізія (крейсери «Горіція», «Тренто», «Джованні делле Банде Нере» та 4 есмінці) під командуванням адмірала Анджело Парони, а з Таранто — лінкор «Літторіо» та 4 есмінці. Операцією командував адмірал Анджело Якіно.
Тієї ж ночі з Мальти вирушив крейсер «Пінелопі» та есмінець «Ліджен» І вранці 22 березня з'єднався з основними британськими силами.
Через становище на Мальті жоден британський літак не помітив італійські кораблі, які мали би зненацька заскочити британський конвой. Але британські підводні човни, які патрулювали поблизу Таранто, помітили вихід групи «Літторіо». Тому британський конвой пішов південніше, щоб уникнути зустрічі з італійськими кораблями, або принаймі відстрочити цю зустріч якомога довше. В результаті обидві ескадри зустрілись на 3 години пізніше.
Через сильний шторм, що заважав італійським есмінцям, ескадра рухалась зі швидкістю лише у 22 вузли. А есмінець «Грекале» через поломку машини змушений був повернути назад, залишивши «Літторіо» у супроводі всього 3 есмінців.

### Хід битви
3 дивізія італійців рухалась за 6 миль на південь від «Літторіо». О 14:24 італійці помітили ворожі кораблі. Британці вважали, що протистоять 3 лінкорам, тому негайно встановили димову завісу. В цей час 3 дивізія повернула на північний захід, намагаючись вивести британські кораблі на «Літторіо». Британці, зрозумівши, що перед ними знаходяться 3 крейсери, а не лінкори, кинулись за італійцями, як того й хотів адмірал Парона. О 14:35, коли британські кораблі вийшли з димової завіси, італійці відкрили по них вогонь. Британці відступили та знову встановили димову завісу. Ця перша фаза бою тривала близько години — італійці переслідували британців і знову повертали на північ, коли відстань між ескадрами зменшилась. Коли британці вискакували з димової завіси, розпочинались короткі перестрілки, але жодна сторона не мала пошкоджень.
Тим часом, британський конвой у супроводі «Карлайла» та 6 есмінців відходив на південь, прикриваючись димовою завісою.
О 16:18 група «Літторіо» з'єдналась з 3 дивізіоном, але шторм посилювався, швидкість вітру досягала 50 км/год, а густий туман дуже зменшив видимість. До того ж, британські кораблі вміло прикривались димовими завісами. У цій ситуації адмірал Якіно мав 3 варіанти дій: повернути вправо і розташувати свої кораблі між британською ескадрою та Мальтою, щоб дочекатись нагоди обійти її з заходу; повернути наліво, щоб обійти ворога зі сходу; взяти противника в кліщі між «Літторіо» та 3 дивізіоном. У результаті Якіно вибрав перший варіант.
Друга фаза бою тривала близько 2 годин. Всі британські кораблі безперервно ставили димові завіси до 19:30, поки не стемніло. Для італійських кораблів стрільба стала надзвичайно важкою не лише через дим, але й через посилення шторму — хвилі рухались зі сторони британців, обдаючи гармати каскадами бризк, що робило неможливим використання прицілів. Зі своєї сторони, британці майже безцільно маневрували посеред диму, не зовсім ясно уявляючи сили противника. Італійці не ризикнули заходити в димові завіси, але зменшили дистанцію до 10 000 метрів, що дало змогу досягти хороших результатів стрільби.
Щоб зменшити загрозу, британські есмінці декілька разів ходили в атаку на італійські кораблі, але їх зустрічали італійські есмінці. Проте загалом британці за допомогою димових завіс та шторму могли вирішувати свою основну задачу — перешкодити італійцям наблизитись до конвою та змусити їх втратити якомога більше часу. Вони сподівались, що з настанням темноти італійці покинуть місце бою, як вже не раз бувало раніше. Зрозумівши ці наміри, о 18:30 італійці ще більше скоротили дистанцію та посилили вогонь, поставивши британців у скрутне становище. В цей час декілька британських есмінців здійснили відважну атаку проти «Літторіо», але зазнали серйозних пошкоджень від його 381-мм снарядів та повернули назад. Проте «Літторіо» теж змушений був маневрувати, щоб ухилитись від британських торпед. В цей момент від власного вогню на «Літторіо» загорівся гідролітак IMAM Ro.43, що стояв на кватердеку. Побачивши це полум'я, британці помилково вирішили, що вразили «Літторіо» торпедою.
Після заходу сонця швидко темніло, і Якіно о 18:51 наказав відходити на північний захід. О 18:58 вогонь повністю припинився, о 19:06 всі італійські кораблі під прикриттям темноти пішли на північ. Тим часом шторм і надалі посилювався, тому Супермарина наказала флоту повертатись на бази.
У свою чергу, британські корабля продовжували ставити димові завіси до настання ночі, після чого крейсери Віана повернули в Александрію, а конвой під прикриттям «Пінелопі» та 6 есмінців рухався до Мальти.

### Після битви
Під час битви італійські кораблі не зазнали втрат і майже не зазнали ушкоджень. Проте під час повернення назад вони потрапили у жорстокий шторм. Есмінці «Дженьєре» та «Шірокко», які вийшли з Таранто на з'єднання з групою «Літторіо», о 18:50 отримали наказ повертатись назад. О 21:00 «Шірокко» втратив контакт з «Дженьєре», рухаючись на одній машині. О 00:07 на «Шірокко» сталась повторна аварія в машині, а через сильний шторм швидкість впала до 7 вузлів. О 5:39 корабель втратив хід, його накрило хвилями, і о 5:45 есмінець затонув за 150 миль на схід від Мальти.
О 21:00 есмінець «Ланчере», що входив у групу супроводу «Літторіо», був пошкоджений та втратив контакт з рештою кораблів. О 23:00 він передав радіограму, що втратив хід. Йому на допомогу був відправлений есмінець «Альпіно», але він не зумів дістатись до «Ланчере». О 10:00 наступного дня «Ланчере» відправив останню радіограму про те, що тоне. Крейсер «Тренто» розвернувся назад, спробувавши надати йому допомогу, але не міг рухатись проти хвиль і сам зазнав серйозних ушкоджень.
Загалом всі кораблі, в тому числі лінкор «Літторіо», зазнали більших чи менших пошкоджень, багатьом кораблям знадобився тривалий ремонт.

## Наслідки
Незважаючи на несприятливі погодні умови, італійці під час бою своїм вогнем завдали серйозних пошкоджень британським кораблям. Флагманський крейсер «Клеопатра» отримав влучання з «Банде Нере», внаслідок чого були знищені його кормові башти, а серед екіпажу були значні жертви. Крейсер «Юріалес» також був серйозно пошкоджений. Пошкоджень зазнав також крейсер «Пінелопі», який після повернення на Мальту став у док для ремонту.
Серйозних пошкоджень зазнали британські есмінці «Сикх», «Хавок», «Ліджен», «Лавлі», «Кінгстон» та «Ланс». «Сикх» та «Лавлі» змогли повернутись в Александрію, проте «Хавок», «Ліджен», «Кінгстон» і «Ланс» змушені були шукати прихистку на Мальті, що зрештою і призвело до їхньої загибелі.
4 британські вантажні судна під час бою не зазнали жодних пошкоджень. Проте за планом конвой мав прибути на Мальту вночі та почати розвантаження до початку повітряних нальотів. Бій призвів до затримки у 4 години, що призвело до фатальних наслідків. Наступного ранку німецька авіація розпочала свої атаки, коли конвой знаходився ще досить далеко від Мальти. Внаслідок повітряних ударів був потоплений «Клан Кемпбелл», а важко пошкоджений «Бреконшир» викинувся на берег. Йому намагався допомогти есмінець «Саутволд», але він наскочив на італійське мінне поле, де підірвався та затонув.
24-25 березня німці здійснили серію надпотужних повітряних нальотів на Мальту, під час яких були потоплений есмінець «Ліджен», а також два вцілілі вантажні судна конвою «Пампас» і «Талабот». З 25 000 тонн вантажів вдалось врятувати лише 5 000 тонн.

## Карта битви
|  |